# Alice D'Amato
Alice D'Amato (Génova, 7 de febrero de 2003) es una deportista italiana que compite en gimnasia artística. Su hermana gemela Asia compite en el mismo deporte.
Participó en dos Juegos Olímpicos de Verano, obteniendo dos medallas en París 2024, oro en la barra de equilibrio y plata en la prueba por equipos (junto con Angela Andreoli, Manila Esposito, Elisa Iorio y Giorgia Villa) y el cuarto lugar en Tokio 2020 (por equipo).
Ganó una medalla de bronce en el Campeonato Mundial de Gimnasia Artística de 2019 y nueve medallas en el Campeonato Europeo de Gimnasia Artística entre los años 2019 y 2025.

## Palmarés internacional
| Juegos Olímpicos   | Juegos Olímpicos     | Juegos Olímpicos  | Juegos Olímpicos     |
| Año                | Lugar                | Medalla           | Prueba               |
| ------------------ | -------------------- | ----------------- | -------------------- |
| 2024               | París (Francia)      | Medalla de oro    | Barra                |
| 2024               | París (Francia)      | Medalla de plata  | Concurso por equipos |
| Campeonato Mundial |                      |                   |                      |
| Año                | Lugar                | Medalla           | Prueba               |
| 2019               | Stuttgart (Alemania) | Medalla de bronce | Concurso por equipos |
| Campeonato Europeo |                      |                   |                      |
| Año                | Lugar                | Medalla           | Prueba               |
| 2019               | Szczecin (Polonia)   | Medalla de bronce | Barras asimétricas   |
| 2022               | Múnich (Alemania)    | Medalla de oro    | Concurso por equipos |
| 2022               | Múnich (Alemania)    | Medalla de plata  | Barras asimétricas   |
| 2023               | Antalya (Turquía)    | Medalla de oro    | Barras asimétricas   |
| 2023               | Antalya (Turquía)    | Medalla de plata  | Concurso por equipos |
| 2023               | Antalya (Turquía)    | Medalla de bronce | Concurso individual  |
| 2024               | Rímini (Italia)      | Medalla de oro    | Barras asimétricas   |
| 2024               | Rímini (Italia)      | Medalla de oro    | Concurso por equipos |
| 2024               | Rímini (Italia)      | Medalla de plata  | Concurso individual  |
| 2025               | Leipzig (Alemania)   | Medalla de oro    | Concurso por equipos |